# Me traes de un ala
Me traes de un ala es una película de comedia mexicana de 1953 dirigida por Gilberto Martínez Solares y protagonizada por Germán Valdés «Tin-Tan», Silvia Pinal y Aurora Segura.

## Argumento
La vedette Rosita declara que sólo se enamorará de un hombre que sea bailarín de ballet y trapecista. Tin-Tan, su enamorado, es un periodista que busca ser el hombre de sus sueños. Gámez, un poderoso empresario, también trata de conquistarla. Tin-Tan pierde su trabajo y quiere venderle historias para el cine al empresario. El triángulo creado entre ellos ocasiona múltiples confusiones, hasta que finalmente Tin-Tan conquista a Rosita.

## Reparto
- Germán Valdés como Tin-Tan.
- Silvia Pinal como Rosita Alba Vírez.
- José María Linares-Rivas como Gámez.
- Aurora Segura como María Celis.
- Fernando Soto como Narciso.
- Marcelo Chávez como Jiménez.
- Maruja Grifell como Eulalia.
- Wolf Ruvinskis como Mayordomo.
- Joaquín García «Borolas» como Comisario.
- Guillermo Hernández como Criado.
- Pepe Hernández como Guardia.
- Pompín Iglesias como Policía.
- Araceli Julián como Cantante.
- Elena Julián como Cantante.
- Rosalía Julián como Cantante.
- Vicente Lara como vendedor de cigarros.
- Consuelo Monteagudo como Adelaida - cantante ridícula.
- José Ortega como Ojitos de celuloide.
- José Pardavé
- Francisco Reiguera
- Humberto Rodríguez
- Julio Sotelo como Anunciador de teatro.
- Rafael Torres como Mesero.
- Antonio Valdés
- Manuel Valdés como Bailarín.
- Ramón Valdés como González.
- Guillermo Álvarez Bianchi como Hombre contesta teléfono.